# Eutaeniichthys gilli
Eutaeniichthys gilli är en fiskart som beskrevs av Jordan och Snyder, 1901. Eutaeniichthys gilli ingår i släktet Eutaeniichthys och familjen smörbultsfiskar. Inga underarter finns listade i Catalogue of Life.